# 天知俊一
天知 俊一（あまち しゅんいち、1903年12月30日 - 1976年3月12日）は、兵庫県西宮市出身の元野球選手（捕手）・コーチ・監督、解説者・評論家。

## 来歴
旧制甲陽中学校2年時に攻玉社中学校へ転校した後、明治大学予科へ進学するが、当時の中学校3年修了では資格が無いとして下野中学校へ再入学させられる。下野中で中学校4年修了となり、晴れて明治大学予科進学の資格を得られ、再度進学する。天知の学生生活は波乱に富んだものであったが、明大時代は捕手で、後に毎日オリオンズで監督を務める湯浅禎夫とバッテリーを組んだ。また、大学野球の審判を充実させる必要性を感じていた一学年先輩の二出川延明から野球のルールについての難問が毎朝10問、「宿題」として天知に出され、練習開始時間までに全問解く訓練を受けた。天知はこの「宿題」によってルールを熟知し、1929年には東京六大学野球の専属審判員に就任。同年秋の昭和天皇が初めて神宮球場を訪れて観戦した早慶戦の球審を務めたが、1931年春に起きた八十川ボーク事件の責任をとって、専属審判6人が総退陣、天知もそれにならって辞職。その後は報知新聞記者として勤務する傍ら、甲子園大会などのアマチュア野球で審判員を務めた。第25回全国中等学校優勝野球大会では嶋清一（海草中学校）が2試合連続でノーヒットノーランを達成する快挙を成し遂げたが、そのうちの決勝戦の球審を務めたのは天知であった。嶋が明大へ進学すると、合宿所近くに住んでいた天知は嶋と親交を結び、嶋も「あまっさん」と呼んで慕ったという。このように、中日監督就任前はアマチュア野球の審判員を歴任しているが、1942年に文部省主催で開催された1942年の全国中等学校野球大会（幻の甲子園）では平安と徳島商の決勝戦での主審を務めている。甲子園で度々、球審を任されるほどの名ジャッジを見せていたが、その後は旧制帝京商業学校で英語教師を務めながら野球部監督に就任。この時の教え子に杉下茂がおり、杉下が明大へ進学後も個人的に指導を続け、1922年に来日した全米野球団から教わっていたフォークボールを伝授した。
1949年、教え子である杉下が中日ドラゴンズへ入団すると同時に、天知も中日の監督に就任。1952年には実権の無い総監督へ異動するが、1954年に監督へ復帰し、チームを初優勝と日本一に導いた。プロ野球選手経験の無い監督の球団が日本シリーズを制したのは2023年現在でも唯一で、日本シリーズを制した瞬間の天知は涙が止まらず、選手達から胴上げされる時も涙を拭きながら宙に舞い、選手達も「人情派監督」の日本一に感激し、ほとんどの選手が涙を流した。1955年には球団副代表に就任する形で監督を退任したが、日本シリーズを優勝した直後に監督を退任したのも天知が初である。
1957年に3期目となる監督復帰を果たす。ベテランの西沢道夫、児玉利一が天知へ「戻ってきてほしい」と懇願して実現したものだが、杉下は天知が肝臓を悪くしているのを知っていたため、日本シリーズを制した直後に「身体のために早く（監督を）辞めて下さい」と言われたという。天知は1958年まで監督を務め、1959年から2年間はヘッドコーチとして選手兼任監督の杉下と共にシーズンを戦い、その後は報知新聞評論家として健筆を振るう。メジャーにも精通した天知はハンク・アーロンが通算本塁打でベーブ・ルースを抜いた時でも最高の外野手はウイリー・メイズの持論を曲げなかった。
杉下は1964年に阪神タイガース一軍投手コーチに就任したが、これは杉下が天知に呼び出されて東京・新橋の料亭へ向かうと、そこに天知と監督の藤本定義がおり、天知に「野球はオレの野球だけじゃない。藤本さんの野球を勉強してこい」と言われて就任が決まったものである。1970年に野球殿堂入りを果たし、その後の1976年には読売ジャイアンツ一軍投手コーチに就任しているが、この就任はV9戦士の衰えが目立って前年には球団史上初の最下位となったことを危惧していたセントラル・リーグ会長の鈴木龍二から「どう思う?何とかしてやれ」と言われたことと、天知の最晩年である1976年3月に杉下が見舞いに行くと、杉下曰く「大の長嶋シンパ」という天知から「大変なのは分かってるが、長嶋を助けてやれ」と頼まれたためである。しかし杉下は天知に「大変を通り越していますよ」と答えた。1976年3月12日に死去、72歳没。

## 詳細情報

### 年度別監督成績

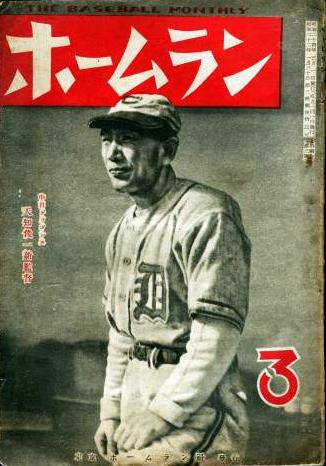
天知が表紙を飾った『ホームラン』（1949年3月号）

| 年度      | 球団      | 順位      | 試合 | 勝利 | 敗戦 | 引分 | 勝率 |
| --------- | --------- | --------- | ---- | ---- | ---- | ---- | ---- |
| 1949      | 中日      | 5位       | 137  | 66   | 68   | 3    | .493 |
| 1950      | 中日      | 2位       | 137  | 89   | 44   | 4    | .669 |
| 1951      | 名古屋    | 2位       | 113  | 62   | 48   | 3    | .564 |
| 1954      | 中日      | 1位       | 130  | 86   | 40   | 4    | .683 |
| 1957      | 中日      | 3位       | 130  | 70   | 57   | 3    | .550 |
| 1958      | 中日      | 3位       | 130  | 66   | 59   | 5    | .527 |
| 通算：6年 | 通算：6年 | 通算：6年 | 777  | 439  | 316  | 22   | .581 |

- 太字は日本一

### 表彰
- 野球殿堂競技者表彰（1970年）

### 背番号
- 30 （1949年 - 1951年、1954年、1957年 - 1958年）
- 60 （1959年 - 1960年）